# 横浜市立野庭すずかけ小学校
横浜市立野庭すずかけ小学校（よこはましりつ のばすずかけしょうがっこう）は、神奈川県横浜市港南区野庭町にある公立小学校。

## 沿革
出典
- 2008年（平成20年）4月 - 野庭小学校と野庭東小学校が統合し、開校。
- 2009年（平成21年）4月 - 放課後キッズクラブ開設。
- 2010年（平成22年）3月 - 太陽光パネル設置。
- 2012年（平成24年）10月 - 普通教室にエアコンを設置。
- 2014年（平成26年）
  - 1月 - インターホン改修。
  - 9月 - 給食室屋上防水改修。
- 2016年（平成28年）2月 - 特別教室にエアコンを設置。
- 2017年（平成29年）
  - 6月 - 創立10周年記念式典挙行。
  - 9月 - 体育館トイレ改修。
- 2020年（令和2年）3月 - 水道水の直結給水化が完了。

## 学校周辺
- 野庭団地
- 横浜市野庭保育園 - 進学前保育園のひとつ
- 社会福祉法人伸愛会はるかぜ保育園 - 進学前保育園のひとつ
- 学校法人ミネルヴァ学園野庭幼稚園 - 進学前幼稚園のひとつ
- 野庭中央公園
- 老人ホーム野庭風の丘
- 野庭地域ケアプラザ
- 横浜横須賀道路（国道16号）
  - なお、付近にはインターチェンジは無い。最寄りのインターチェンジは、日野インターチェンジとなる。

## アクセス
- 横浜市営バス「52」・「130」の各系統で、「野庭団地東口」バス停下車。
  - なお、「45」系統も運行するが、深夜の学校解放時間外の運行。

## 通学区域と進学先中学校
出典

### 通学区域
- 港南区
  - 野庭町（613番地、615番地、619番地～637番地1号、637番地4号～648番地、653番地～674番地、855番地2号、855番地6号、860番地15、860番地7号、860番地12号～860番地15号、862番地～864番地、866番地7号～866番地12号、903番地～905番地、908番地、909番地、921番地、935番地、936番地、960番地、962番地、1023番地、1075番地、1079番地、1081番地～1101番地）
  - 日野7丁目（34番）
  - 日野8丁目（30番1号～30番8号、30番28号～33番）
  - 日野9丁目（27番8号～27番22号、39番～48番）

### 進学先中学校
公立中学校に進学する場合
- 横浜市立丸山台中学校